# Alchemilla holosericea
Alchemilla holosericea é uma espécie de rosácea do gênero Alchemilla, pertencente à família Rosaceae.